# Danielle Allen
Danielle S. Allen (nacida en 1971) es una politóloga estadounidense. Es la directora del Centro de Ética Edmond J. Safra en la Universidad de Harvard. Antes de unirse a la facultad en Harvard en 2015, Allen fue docente del Institute for Advanced Study en Princeton, Nueva Jersey. Allen es hija del politólogo William B. Allen.
Sus contribuciones académicas han sido ampliamente reconocidas. Fue nombrada Becaria de la Fundación MacArthur en 2001. Miembro electo de la Academia Estadounidense de las Artes y las Ciencias y de la Sociedad Filosófica Americana, preside el consejo de administración de la Fundación Mellon, fue presidenta del consejo del Premio Pulitzer y ha sido miembro del consejo de administración de la Escuela Amherst y de la Universidad de Princeton.

## Premios y reconocimientos
- 2001 Premio Quantrell a la Excelencia[6]
- 2001 Beca MacArthur
- 2009 Miembro de la Academia Estadounidense de las Artes y las Ciencias[1]